# 1399 en santé et médecine
| Années de la santé et de la médecine : 1396 - 1397 - 1398 - 1399 - 1400 - 1401 - 1402    |
| Décennies de la santé et de la médecine : 1360 - 1370 - 1380 - 1390 - 1400 - 1410 - 1420 |

Cet article présente les faits marquants de l'année 1399 en santé et médecine.

## Événements
- Jean Galéas Visconti, duc de Milan, crée l'office de commissaire à la santé[1].
- À Padoue, en Vénétie, l'université se scinde en deux pour répartir ses enseignements entre le droit et la théologie d'un côté (universitas iuristarum) et, de l'autre, les arts libéraux (universitas artistarum) parmi lesquels la médecine figure en bonne place, avec la rhétorique, la philosophie et l'astronomie[2].
- À Kotor, en Serbie, l'hôpital de la Sainte-Croix est attesté, et celui du Saint-Esprit, en construction[3].
- « La première mention d'un enseignement médical en Hongrie peut être trouvée dans la bulle du pape Boniface IX[4] » qui, instituant l'académie prébendale d'Esztergom, y fonde une chaire de médecine[5].
- Le sultan ottoman Bajazet Ier fait construire à Bursa le Dar al Chifa (« maison de guérison »), premier hôpital d'Anatolie[6].

## Personnalités
- Bonsenhor Asday, médecin juif catalan, entre au service de Martin Ier, roi d'Aragon[7],[8].
- Pierre de La Vaureille, maître en médecine, est engagé par les consuls de Saint-Flour, en Auvergne[9] pour y soigner les pestiférés[10].
- Pierre de Monteforti, barbier allemand, est au service du cardinal Pérez Calvillo lors du siège du palais d'Avignon[11].
- 1395-1399 : fl. à Paris André Petri de Leydis, maître ès arts en 1395, étudiant en médecine de 1396 à 1399[12],[13].

## Publication
- Bang Saryang, fonctionnaire coréen sous la dynastie Chosun, collabore à la rédaction des trente volumes du Formulaire complet de drogues locales d'intérêt vital, conçu pour aider à stabiliser et à assainir financièrement le système médical national[14].

## Naissance
- 1391-1399 : Heinrich Laufenberg (de)[15] (mort en 1460), prêtre, auteur en 1429 d'un Régime de santé[16] qui jouira d'une grande popularité jusqu'à la fin du XVIIe siècle[17].

## Décès
- Avant 1399 : Guillaume Darbon, médecin à Aix en Provence[18].
- 1399 ou 1411 : Jean Du Pont, « mire sermenté » et « surgien » de Reims qui a donné ses soins à l'archevêque Richard Picque en 1389[18].